# Levier

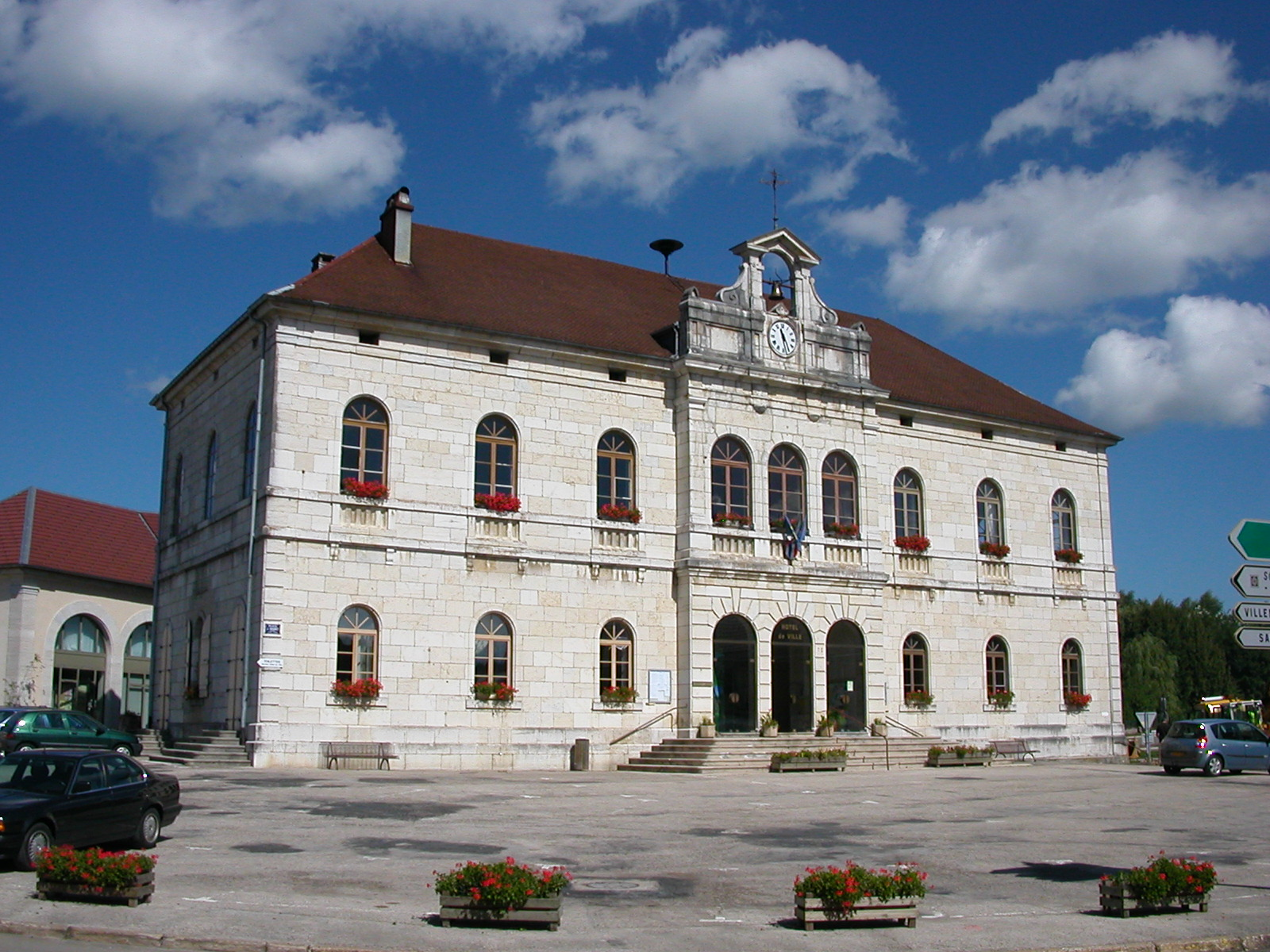
il municipio di Levier

Levier è un comune francese di 2 157 abitanti situato nel dipartimento del Doubs nella regione della Borgogna-Franca Contea.

## Società

### Evoluzione demografica
Abitanti censiti